# Mauro Ruscóni
Mauro Ruscóni (né à Pavie le 18 novembre 1776 et mort à Cadenabbia  le 27 mars 1849) est un médecin et zoologiste italien.

## Biographie
Il est en 1811 répétiteur en médecine à l'Université de Pavie puis docteur en médecine de cette Université. Il part en 1812 continuer ses études à l'Université de Paris,.
Il est l'auteur de recherches en embryologie animale et en anatomie comparée sur la reproduction des tritons et sur le développement de la grenouille : il fut le premier à observer et à rendre compte exactement de la segmentation de l'œuf ainsi que de la formation de la morula et du sillon dorsal falciforme.
Une rue porte son nom à Pavie de la via Felice Cavallotti à la via Siro Comi.